# Aeroportul Dabo Singkep
Aeroportul Dabo Singkep (IATA: SIQ, ICAO: WIDS) este un aeroport din Lingga⁠(d), Kepulauan Riau⁠(d), Indonezia ce deservește zona Pulau Singkep⁠(d).
Situat la o altitudine de 17 m, aeroportul dispune de o singură pistă.